# 基督教社會人民黨
基督教社會人民黨是卢森堡最大政党，奉行基督教民主主义和亲欧洲主义，属于欧洲人民党和中间派民主国际。该党建立于1944年，在卢森堡众议院一直拥有最多席位，除1974年至1979年的加斯东·托恩和2013年至今的格扎维埃·贝泰尔，卢森堡首相都为基督教社會人民黨党籍。